# 皮利皮夫卡 (法斯蒂夫區)
49°59′44″N 29°55′22″E / 49.99556°N 29.92278°E

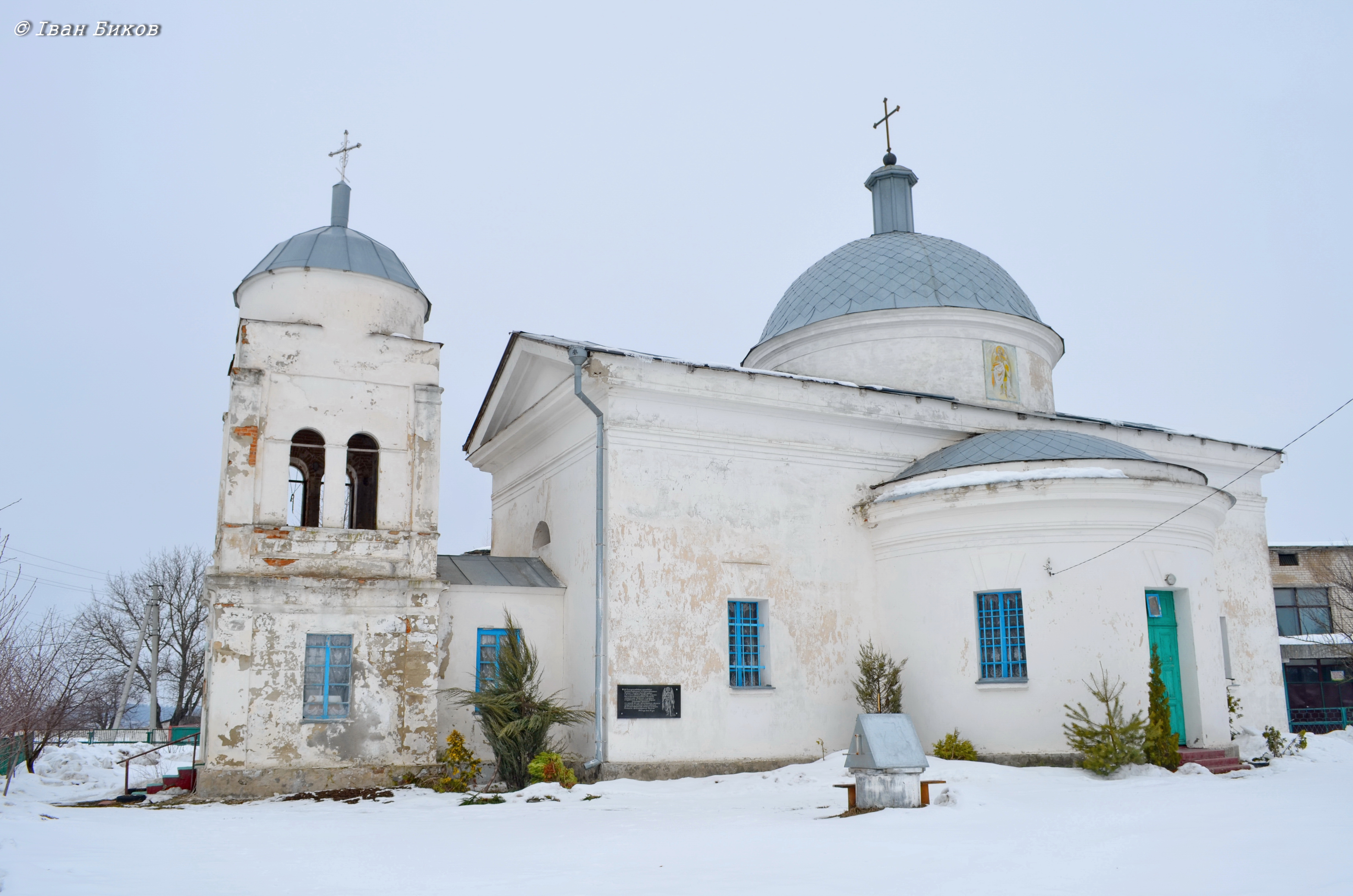

皮利皮夫卡（烏克蘭語：Пилипівка）是位於烏克蘭北部的村莊，由基辅州法斯蒂夫區的科然卡市鎮負責管轄。該村始建於1654年，面積2.06平方公里，海拔高度205米，2001年人口409，人口密度每平方公里198.5人。